# Национално знаме на Грузия
Националното знаме на Грузия (груз. საქართველოს სახელმწიფო დროშა; сакартвелос сахелмципо дроша) представлява пет червени кръста на бял фон. Единият от кръстовете е по-голям от останалите и е разположен в средата на знамето, а другите четири се намират в ъглите. Знамето е прието за официално на 24 януари 2004 след избирането на Михаил Саакашвили за президент на Грузия и замества предишното знаме на страната, използвано между 1990 и 2004 г.

## История
Настоящото знаме на Грузия е използвано още през XIII век в средновековното грузинско царство. Смята се, че то е исторически флаг на Грузия, използван от цар Давид Строителя и знаменитата царица Тамара. Първоначално знамето се е състояло от един централен кръст – кръста на Свети Георги, патрон на страната. Впоследствие са добавени и останалите четири кръста в междурамията, при което се образува т. нар. Йерусалимски кръст.
Знамето не се използва в късното Средновековие, но бива възкресено от грузинските националисти при обявяването на независмост от СССР през 1991 г. Въпреки това, за национално знаме на страната се приема трицветен флаг с червено, черно и бяло, който остава валиден до 14 януари 2004 г., а настоящото знаме е символ на опозицията.

## Дизайн
Националният флаг на Грузия представлява бял правоъгълник, в центъра на който е разположен голям червен кръст, който се докосва до всички страни. В четирите ъгли има четири по-малки кръста със същия цвят.
| Цвят | Червен      | Бял         |
| ---- | ----------- | ----------- |
| RGB  | 255-0-0     | 255-255-255 |
| CMYK | 0-100-100-0 | 0-0-0-0     |
| WEB  | #FF0000     | #FFFFFF     |

## Знаме на независима Грузия (1918 – 1921, 1990 – 2004)
По време на кратката независимост на Грузия в периода от 1918 до 1921 г. официалното знаме на страната е трикольор с червен, бял и черен цвят. Той е бил приет след провеждането на конкурс за национално знаме, спечелен от художника Якоб Николадзе. При влизането на Грузия в състава на СССР през 1921 г., националният флаг е бил забранен и остава неизползван до 14 ноември 1990 г., когато след обявяване на независимост на Грузинската държава той отново е приет за официален. Това знаме обаче се свързва с нестабилния икономически и политически период след 1990 г. и с президента Едуард Шеварднадзе, което с идването на опозицията на власт в страната през 2004 г., води до отхвърлянето му като национален символ.